# 1580-1589
De jaren 1580-1589 (van de christelijke jaartelling) zijn een decennium in de 16e eeuw.

## Meerjarige gebeurtenissen

### Lage landen
- 1583 : De jonge aartshertog Albrecht van Oostenrijk wordt Spaans landvoogd in Lissabon.

#### Tachtigjarige Oorlog
- 1580 : Verdrag van Plessis-lès-Tours. De Staten-Generaal van de Nederlanden bieden het voogdijschap aan, aan de Fransman Frans van Anjou, de jongere broer van koning Hendrik III van Frankrijk.
- 1581 : Plakkaat van Verlatinghe. Een aantal provinciën van de Habsburgse Nederlanden zetten Filips II af als hun vorst. Het kan worden gezien als de onafhankelijkheidsverklaring van de Nederlanden.
- 1581 : Beleg van Doornik. Alexander Farnese begint aan de herovering van de opstandige Nederlanden.
- 1582 : Beleg van Oudenaarde. De stad wordt door de Spaanse troepen ingenomen zonder ze te verwoesten.
- 1583 : Franse Furie. Frans van Anjou probeert de stad Antwerpen te veroveren, zonder succes. Hij moet de Nederlanden verlaten.
- 1584-1585 : Beleg van Antwerpen. Alexander Farnese slaagt er wel in de stad te veroveren.
- 1584 : Willem van Oranje wordt vermoord.
- 1585 : Verdrag van Nonsuch. Koningin Elizabeth I van Engeland stuurt Robert Dudley, de Staten-Generaal erkennen hem als landvoogd.
- 1585 : Nadat de hertog van Parma in 1583 Duinkerke heroverd heeft, wordt de vloot daarheen verplaatst. Daarbij voegen zich particuliere schippers met een kaperbrief van de admiraliteit in Brussel, de Duinkerker kapers.
- 1586 : Slag bij Warnsveld. De Spanjaarden zetten hun opmars verder.
- 1587: Terwijl Robert Dudley in Engeland verblijft, loopt generaal William Stanley over en geeft de stad Deventer aan de Spanjaarden. Johan van Oldenbarnevelt neemt het roer over.
- 1588. Deductie van Vrancken. De Republiek der Zeven Verenigde Nederlanden uitgeroepen.
- 1588 : Maurits' tienjaren. Maurits van Oranje wordt aangesteld als bevelhebber.
- 1589 : Alexander Farnese wordt teruggehaald.

### Spanje
- 1580 : Iberische Unie : Koning-Kardinaal Hendrik van Portugal, de laatste vorst uit het Huis Aviz, sterft. De Spaanse koning Filips II van Spanje stuurt de hertog van Alva om zijn rechten veilig te stellen. De bastaardprins Don Antonio moet per schip naar Frankrijk vluchten. Filips II verenigt het Portugese Rijk en het Spaanse Rijk.
- 1585 : De Engelse bemoeienissen in de Spaanse Nederlanden leiden tot de Spaans-Engelse Oorlog.
- 1586 : Babington plot. Is een complot gepland door Anthony Babington, om koningin Elizabeth te vermoorden en haar katholieke nicht Maria I van Schotland op de troon te plaatsen.
- 1587 : Maria Stuart wordt onthoofd. In haar testament blijkt Maria haar aanspraak op de Engelse troon aan Filips II te hebben overgedragen. Filips II krijgt hiervoor steun van paus Pius V.
- 1588 : Spaanse Armada. Op weg naar Engeland lijdt de Spaanse vloot schipbreuk.
- 1589 : Engelse Armada. Een Engelse poging om Portugal te bevrijden mislukt.

### Frankrijk
- 1584 : Na het debacle in de Spaanse Nederlanden, keert Frans van Anjou naar Frankrijk terug en sterft.
- 1585 : Verdrag van Nemours. Om te verhinderen dat de hugenoot Hendrik van Navarra de wettig troonopvolger zou worden, wordt de Heilige Liga terug leven in geblazen onder leiding van Hendrik I van Guise. Filips II van Spanje en koning Hendrik III sluiten zich bij het verbond aan. Het protestantisme wordt verboden.
- 1585-1589 : De hieropvolgende periode staat bekend als de Drie-Hendriken-oorlog naar de drie belangrijkste spelers in deze periode: koning Hendrik III, Hendrik van Navarra als leider van de hugenoten en Hendrik van Guise als leider van de radicale katholieken.
- 1588 : Dag van de Barricades. Hendrik van Guise leidt een volksopstand in Parijs.  In de overtuiging dat Guise een permanente bedreiging van zijn koningschap vormt, laat Hendrik III hem ombrengen, en kiest de zijde van Hendrik van Navarra.
- 1589 : Koning Hendrik III van Frankrijk wordt vermoord, hij wordt opgevolgd door Hendrik van Navarra onder de naam Hendrik IV van Frankrijk, de eerste koning uit het Huis Bourbon.
- 1589 : Koning Filips II stuurt Alexander Farnese om zijn dochter Isabella van Spanje, dochter van Elisabeth van Valois, op de Franse troon te plaatsen.

### Rusland
- 1581 : Het Tsaardom Rusland is aan de verliezende hand in de Lijflandse Oorlog. Bijna een nederlaag tijdens het Beleg van Pskov tegen het Pools-Litouwse Gemenebest en het verlies van de havenstad Narva aan de Oostzee aan Zweden.
- 1582 : Vrede van Jam Zapolski. Rusland en Litouwen sluiten vrede.
- 1583 : Vrede van Plussa. Rusland en Zweden sluiten vrede.
- 1584 : Stichting van de havenstad Archangelsk aan de Witte Zee.
- 1584 : De Russische tsaar Iwan de Verschrikkelijke sterft, hij wordt opgevolgd door zijn zwakke zoon Fjodor I van Rusland. De wekelijke macht komt bij zijn schoonbroer, Boris Godoenov.
- 1586 : De Russen stichten de stad Tjoemen in West-Siberië.
- 1588 : De Russen veroveren het Kanaat Sibir.

### Godsdienst
- In 1579 krijgt de jezuïet  Christoph Clavius opdracht de kalender te hervormen, waarmee problemen zijn. De verlofdagen variëren naargelang de seizoenen. Clavius maakt gebruik van de Pruisische tabellen van Erasmus Reinhold om de nieuwe kalender op te stellen. Paus Gregorius XIII keurt de gregoriaanse kalender goed voor alle Katholieke landen in 1582.
- De Keulse Oorlog is een godsdienstoorlog in het Keurvorstendom Keulen die duurt van 1583 tot 1588. Het conflict ontstaat door de poging van de Keulse aartsbisschop Gebhard Truchsess I van Waldburg om Keulen van een katholiek aartssticht om te vormen tot een protestants hertogdom. Gebhard I wordt hierin gesteund door troepen uit de Palts en uit Nederland, zijn katholieke tegenstander Ernst van Beieren krijgt steun van Spaanse en Beierse legereenheden. De katholieke zijde behaalt de overwinning en weet zo de positie van het katholicisme in het Heilige Roomse Rijk te verstevigen.
- Het hoofd van de Japanse missie Alessandro Valignano organiseert, dat vier Japanse edelen, zonen van christelijke daimyo's, tussen 1582 en 1590 een reis door Europa maken. Dat is de eerste formele Japanse legatie in Europa. Zij bezoeken Spanje, Portugal en Italië en hebben veel audiënties bij belangrijke gezagsdragers. De reis is bedoeld om het succes van de jezuïeten te illustreren en ook om redenen van fondsenwerving voor de missie.
- Paus Gregorius XIII neemt als vorst van Rome een anti-joodse houding aan. Tijdens een pestepidemie in 1581 verbiedt hij joodse artsen om katholieke patiënten te helpen. De Talmud mag niet meer worden gedrukt, en op elke Sjabbat moeten honderd joodse mannen en vijftig vrouwen komen luisteren naar het Evangelie. Zijn opvolger Paus Sixtus V trekt de maatregelen weer in.
- In Engeland worden 78 katholieke priesters en 25 leken geëxecuteerd wegens hun godsdienst in dit decennium.

Klimaat
- Een koudegolf van december 1586 tot en met september 1587 is een eerste forse inzinking van de Kleine IJstijd. Overal in West- en Midden-Europa wordt het in de tweede helft van de 16e eeuw kouder. De winters worden gekenmerkt door meer sneeuw en ijs.

Scheepvaart
- 1585 - Voor het eerst wordt op commerciële basis chocola naar Europa vervoerd, met een schip van Vera Cruz naar Sevilla.
- De Enkhuizer Jan Huygen van Linschoten is van 1583 tot 1588 secretaris van de Portugese bisschop van Goa. Zijn verhalen over reis, verblijf en ontmoetingen met andere Europeanen in Azië zullen in de jaren-1590 andere Nederlanders inspireren tot het ondernemen van verre reizen.
- Vanaf 1580 eerste grote plantages voor export door ontwikkeling nieuwe suikermolens met 3 verticale rollers.

Azië
- In 1582 wordt Oda Nobunaga vermoord door Akechi Mitsuhide, een van zijn generaals. Toyotomi Hideyoshi weet vervolgens Mitsuhide in de slag bij Yamazaki te verslaan. Hideyoshi en zijn belangrijkste generaal, Tokugawa Ieyasu breiden daarna het gebied van Nobunaga, dat voornamelijk bestaat uit Centraal-Japan, de regio rond Kioto, verder uit. Shikoku wordt geannexeerd in 1585, Kyushu in 1587 en de Kanto in 1590. Hiermee is de hereniging van Japan een feit, en is het Sengoku jidai tijdperk ten einde.
- De Eerste Lange Oorlog tussen het Ottomaanse Rijk en de Perzen duurt van 1578 tot 1590.

### Kunsten
- Rond 1580 ontstaat in Florence de Camerata, een groep musici die de monodie tot ontwikkeling zal brengen. Monodie is de begeleidende meerstemmigheid en haar onderwerpen zijn ontleend aan de Griekse literatuur. Verder ontstaat onder invloed van de monodie het recitatief en de aria.

<< · 1580 · 1581 · 1582 · 1583 · 1584 · 1585 · 1586 · 1587 · 1588 · 1589 · >>
<< · 1500-1509 · 1510-1519 · 1520-1529 · 1530-1539 · 1540-1549 · 1550-1559 · 1560-1569 · 1570-1579 · 1580-1589 · 1590-1599 · >>